# Jérôme Soligny
 (octobre 2022).
Il peut être nécessaire de l'améliorer pour respecter le principe de neutralité de point de vue. Veuillez consulter la page de discussion pour plus de détails.

 (juillet 2018).
 (octobre 2010).
Si vous disposez d'ouvrages ou d'articles de référence ou si vous connaissez des sites web de qualité traitant du thème abordé ici, merci de compléter l'article en donnant les références utiles à sa vérifiabilité et en les liant à la section « Notes et références ».
Jérôme Soligny, né le 23 juin 1959 au Havre, est un artiste-musicien, auteur-compositeur, écrivain, journaliste et traducteur français.

## Carrière musicale
Jérôme Soligny a choisi de chanter en anglais. Il a également sorti un 45 tours en normand, Bye Bye Love.
Il a composé pour Étienne Daho (Duel au soleil, La Baie, La Vie Continuera…), Valli (Place de la Madeleine), Dani (Cette histoire commence), Lio (L’autre joue, Je me tords, etc.), Indochine (Like A Monster) et Luz Casal (Un Nuevo Dia Brillara).
Il a produit quelques disques en tant que réalisateur artistique, et remixé des chansons sous le pseudonyme Ocean Now!. Il a fait les arrangements sur certains enregistrements de Cheb Khaled, Nina Morato, Les Innocents, Marc Minelli, Helena Noguerra, Peter Kingsbery, Nolorgues ou Zézé Mago.
En 1995, Jérôme Soligny a été sollicité pour composer le Thème du Pont de Normandie, diffusé le jour de son inauguration et lors des émissions consacrées à l’ouvrage.
Il a également composé, l’année suivante, les thèmes de la première édition des Féeries Nautiques, spectacle pyrotechnique musical. Durant la seconde moitié des années 1990, ses services de musicien ont aussi été requis pour agencer la bande-son de la deuxième édition des Féeries Nautiques, et pour composer quelques plages musicales diffusées lors d’un des départs de la Transat.
Il a publié Island Of Distress, un EP de quatre chansons (dont il a réalisé les clips), fin 2009, et son prochain album, enregistré avec Mike Garson (piano), Dominique Garriot (guitares) et Tony Visconti (cordes) est paru en janvier 2015 chez Verycords.

### Ouvrages et articles
Jérôme Soligny a consacré plusieurs ouvrages à David Bowie (le plus récent est paru chez La Table Ronde en mars 2015) et un, cosigné avec Étienne Daho, à Françoise Hardy.
Il a également édité deux recueils de poèmes (Gazebo Regrets/ Years Ago Secrets et Lullaby The Sea).
Depuis 1989, on peut lire ses articles dans Rock&Folk, dont il est conseiller de rédaction depuis le milieu des années 1990. Il en dirige la rubrique Vidéo/DVD de Rock&Folk.
Il a travaillé en tant que rédacteur pour les Beatles et David Bowie (via leur maison de disques, EMI), et aussi pour Dave Stewart, Bryan Ferry ou plus récemment Iggy Pop (via vente-privee.com). Il est aussi régulièrement sollicité pour animer des conférences de presse (Paul McCartney, Coldplay, Iggy Pop), rédiger des notes de livret, des programmes de festival et des biographies de musicien.
En 2010, à la demande du duo électronique qu’il suit depuis les premiers enregistrements, Jérôme Soligny a rédigé le programme du Domaine Privé de Air à la Cité de la Musique et à la Salle Pleyel. Cette même année, comme il l’a déjà été par EMI/Apple pour le lancement de l’album Love des Beatles ou les albums remastérisés des quatre de Liverpool en 2009, Jérôme a été sollicité par le label français Naïve en tant que conseiller du lancement de We Were So Turned On, la compilation de reprises de chansons de David Bowie interprétées par de nombreux artistes internationaux et français, parmi lesquels Duran Duran, Carla Bruni, Étienne Daho et Lipstick Tracesz, le premier groupe de son fils Thomas.
En 2010 également, il a participé à l'ouvrage collectif Rock Français (éditions Hoëbeke) à la demande de Philippe Manœuvre, y chroniquant des albums d'Indochine, Étienne Daho et Phoenix.
En mars 2011, Jérôme Soligny a publié chez Naïve Je suis mort il y a 25 ans, son premier roman en partie autobiographique.
En novembre 2014, Jérôme Soligny a signé aux Éditions de la Table Ronde où il a publié Writing On The Edge, ouvrage qui rassemble vingt-cinq années d'écrits rock sur lequel il travaille depuis 2008. Le même éditeur a réédité Je suis mort il y a vingt-cinq ans en poche en mars 2014. En 2012 également, Jérôme Soligny a été sollicité[réf. nécessaire] par les éditions Taschen pour présenter à Paris le photographe de la beatlemania Harry Benson lors du lancement de son ouvrage consacré aux Beatles à la librairie parisienne. Depuis 2014, après avoir rédigé bios et argumentaires pour le label EMI pendant une quinzaine d'années, Jérôme Soligny traduit et rédige des textes pour le label Because. Il traduit également des sous-titres et notamment ceux de Quand Björk a rencontré Attenborough, le documentaire sur la musicienne publié en DVD chez One Little Indian / Because en mai.[réf. nécessaire] Jérôme Soligny est cité par Iggy Pop dans la préface de Rock&Folk History 1966-2012 publié en octobre chez Albin-Michel.
En 2014, Jérôme Soligny a traduit ou rédigé des textes et argumentaires pour le groupe Barrière, Saint-Laurent, Universal, Kobalt, Warner/Parlophone ou Caroline. Il a aussi traduit les textes de l'exposition David Bowie Is qui s'est tenue à la Philharmonie de Paris en mars 2015. À cette occasion, la Cité de la Musique lui a commandé deux conférences (dont une ayant pour sujet David Bowie et La France) qu'il a réunies dans David Bowie ouvre le chien, un ouvrage à paraître pour l'exposition aux Éditions de la Table Ronde en mars 2015.

### Musiques de films
En 1991 il a écrit la musique du film Gawin, d'Arnaud Sélignac. On peut également entendre certaines de ses chansons dans des longs-métrages et notamment With You Tonight dans La Fracture du myocarde de Jacques Fansten.

## Photographie
En 2009 et 2010, Jérôme Soligny a exposé certaines de ses photos, dans le cadre d'un parcours photographique, lors de deux expositions au Havre (London By Two et Rétrocolor au Salon Kamel) et une à Villerville.

## Discographie
- 1981 : A Song for Ziggy (un titre sur la compilation Bande de France), Magic Zip
- 1982 : Heydays Are Gone, produit par Elliott Murphy, Psycho Records
- 1982 :  Bye Bye Love (version française) et Bye Bye Love (version anglaise), Disc'AZ
- 1985 : Two Girls Old, Closer
- 1989 : With You Tonight, 1 titre sur la compilation Un printemps 89, Inrockuptibles
- 1991 : bande originale du film Gawin, BMG
- 1992 : Thanks for The Wings, BMG
- 1992 : I'm Moving On, BMG
- 1993 : Love From Scratch, BMG
- 1993 : L'équipe à Jojo, un titre en duo avec Louise Féron Salut les amoureux, Village Vert
- 1999 : Tribute to Polnareff, Ça n'arrive qu'aux autres, XIIIbis
- 2002 : Looking For a Hero : a Tribute to Elliott Murphy, Just a Story from America
- 2007 : Songs for Dominique,  Charlie Was a Good Boy, Lollipop
- 2009 : Island Of Distress, Truant Songs, Believe

### Poèmes
- 1982 : Gazebo Regrets, Years Ago Secrets, Glam/Truant Songs
- 1986 : Lullaby The Sea, Glam/Truant Songs

### Biographie
- 1985 : David Bowie, Une Histoire, Éditions Grancher
- 1986 : Françoise Hardy/Superstar et Ermite, Biographie cosignée avec Étienne Daho, Éditions Grancher
- 1992 : Michel Polnareff, Le Fou du Roi, Biographie du fou chantant accompagnée d'interview réalisées avec Pierre Perret
- 1996 : David Bowie, Biographie réactualisée et enrichie d'interviews personnelles effectuées pour Rock&Folk, Éditions Albin Michel
- 2002 : David Bowie, Biographie réactualisée et enrichie d'interviews personnelles effectuées pour Rock&Folk (Éditions 10/18)
- 2019 : David Bowie, RAINBOWMAN (1967-1980), Éditions Gallimard
- 2020 : David Bowie, RAINBOWMAN (1983-2016), Éditions Gallimard

### Romans
- 2011 : Je suis mort il y a vingt-cinq ans, Éditions Naïve
- 2014 : Je suis mort il y a vingt-cinq ans, Petite Vermillon, La Table Ronde

### Nouvelles
- 2014 : L'arc-en-ciel, nouvelle dans Anthologie, Nouvelles de la mer , Collection fiction, Éditions de l'Aiguille
- 2014 : Les jours de gloire, nouvelle dans Le Havre 2017 & Plus, la revue du patrimoine havrais

### Autres
- 2007 : Bowie, Bolan et le gamin de Brooklyn, Traduction de l'autobiographie de Tony Visconti, Éditions Tournon
- 2010 : Rock Français, 3 chroniques dans un ouvrage anthologique présenté par Philippe Manœuvre, Éditions Hoebeke
- 2014 : Writing On The Edge, 25 ans d'écrits rock, essai, Éditions de la Table Ronde
- 2015 : David Bowie ouvre le chien, Conférences à la Cité de la Musique, essai , Éditions de la Table Ronde